# Krzywa drugiego stopnia
Krzywa drugiego stopnia – krzywa dana równaniem drugiego stopnia ze względu na współrzędne {\displaystyle x,\ y,{:}}
{\displaystyle a_{11}x^{2}+a_{22}y^{2}+2a_{12}xy+2a_{13}x+2a_{23}y+a_{33}=0}
gdzie:
{\displaystyle a_{11},a_{22},a_{12},a_{13},a_{23},a_{33}\in \mathbb {R} ,}
przy czym przynajmniej jeden ze współczynników {\displaystyle a_{11},a_{22},a_{12}} musi być różny od zera.
W zależności od wartości współczynników {\displaystyle a_{ij}} krzywa może należeć do jednego z wielu typów, różniących się właściwościami.
Każda krzywa drugiego stopnia jest pewną krzywą stożkową.

## Niezmienniki
Dla krzywej danej równaniem 2 stopnia poszczególne współczynniki {\displaystyle a_{ij}} zmieniają się przy zmianie układu współrzędnych.
Jednak pewne wielkości zwane niezmiennikami są niezależne od wyboru ortonormalnego układu współrzędnych:
{\displaystyle \Delta =\left|{\begin{matrix}a_{11}&a_{12}&a_{13}\\a_{12}&a_{22}&a_{23}\\a_{13}&a_{23}&a_{33}\end{matrix}}\right|}
{\displaystyle \delta =\left|{\begin{matrix}a_{11}&a_{12}\\a_{12}&a_{22}\end{matrix}}\right|=a_{11}a_{22}-a_{12}^{2}}
{\displaystyle S=a_{11}+a_{22}}

## Klasyfikacja krzywych 2 stopnia
W oparciu o znaki niezmienników można przeprowadzić klasyfikację krzywych:
| Wartości Δ, δ i S           | Wartości Δ, δ i S | Wartości Δ, δ i S                         | krzywa                                                | postać kanoniczna                                                | uwagi                                                                          |
| --------------------------- | ----------------- | ----------------------------------------- | ----------------------------------------------------- | ---------------------------------------------------------------- | ------------------------------------------------------------------------------ |
| Krzywe środkowe δ≠0         | δ>0               | Δ•S<0                                     | elipsa rzeczywista                                    | {\displaystyle {\frac {x^{2}}{a^{2}}}+{\frac {y^{2}}{b^{2}}}=1}  | dla {\displaystyle a=\pm b} elipsa jest okręgiem                               |
| Krzywe środkowe δ≠0         | δ>0               | Δ•S>0                                     | elipsa urojona                                        | {\displaystyle {\frac {x^{2}}{a^{2}}}+{\frac {y^{2}}{b^{2}}}=-1} |                                                                                |
| Krzywe środkowe δ≠0         | δ>0               | Δ=0                                       | para prostych urojonych z jednym punktem rzeczywistym | {\displaystyle {\frac {x^{2}}{a^{2}}}+{\frac {y^{2}}{b^{2}}}=0}  |                                                                                |
| Krzywe środkowe δ≠0         | δ<0               | Δ≠0                                       | hiperbola                                             | {\displaystyle {\frac {x^{2}}{a^{2}}}-{\frac {y^{2}}{b^{2}}}=1}  |                                                                                |
| Krzywe środkowe δ≠0         | δ<0               | Δ=0                                       | para prostych przecinających się                      | {\displaystyle {\frac {x^{2}}{a^{2}}}-{\frac {y^{2}}{b^{2}}}=0}  |                                                                                |
| Krzywe paraboliczne δ=0 S≠0 | Δ≠0               | Δ≠0                                       | parabola                                              | {\displaystyle x^{2}+2py=0}                                      |                                                                                |
| Krzywe paraboliczne δ=0 S≠0 | Δ=0               | {\displaystyle a_{13}^{2}-a_{11}a_{33}>0} | para prostych równoległych                            | {\displaystyle x^{2}=a^{2}}                                      | równoważnie można badać znak wyrażenia {\displaystyle a_{23}^{2}-a_{22}a_{33}} |
| Krzywe paraboliczne δ=0 S≠0 | Δ=0               | {\displaystyle a_{13}^{2}-a_{11}a_{33}=0} | para prostych pokrywających się                       | {\displaystyle x^{2}=0}                                          | równoważnie można badać znak wyrażenia {\displaystyle a_{23}^{2}-a_{22}a_{33}} |
| Krzywe paraboliczne δ=0 S≠0 | Δ=0               | {\displaystyle a_{13}^{2}-a_{11}a_{33}<0} | para prostych urojonych                               | {\displaystyle x^{2}=-a^{2}}                                     | równoważnie można badać znak wyrażenia {\displaystyle a_{23}^{2}-a_{22}a_{33}} |